# 광학 현상

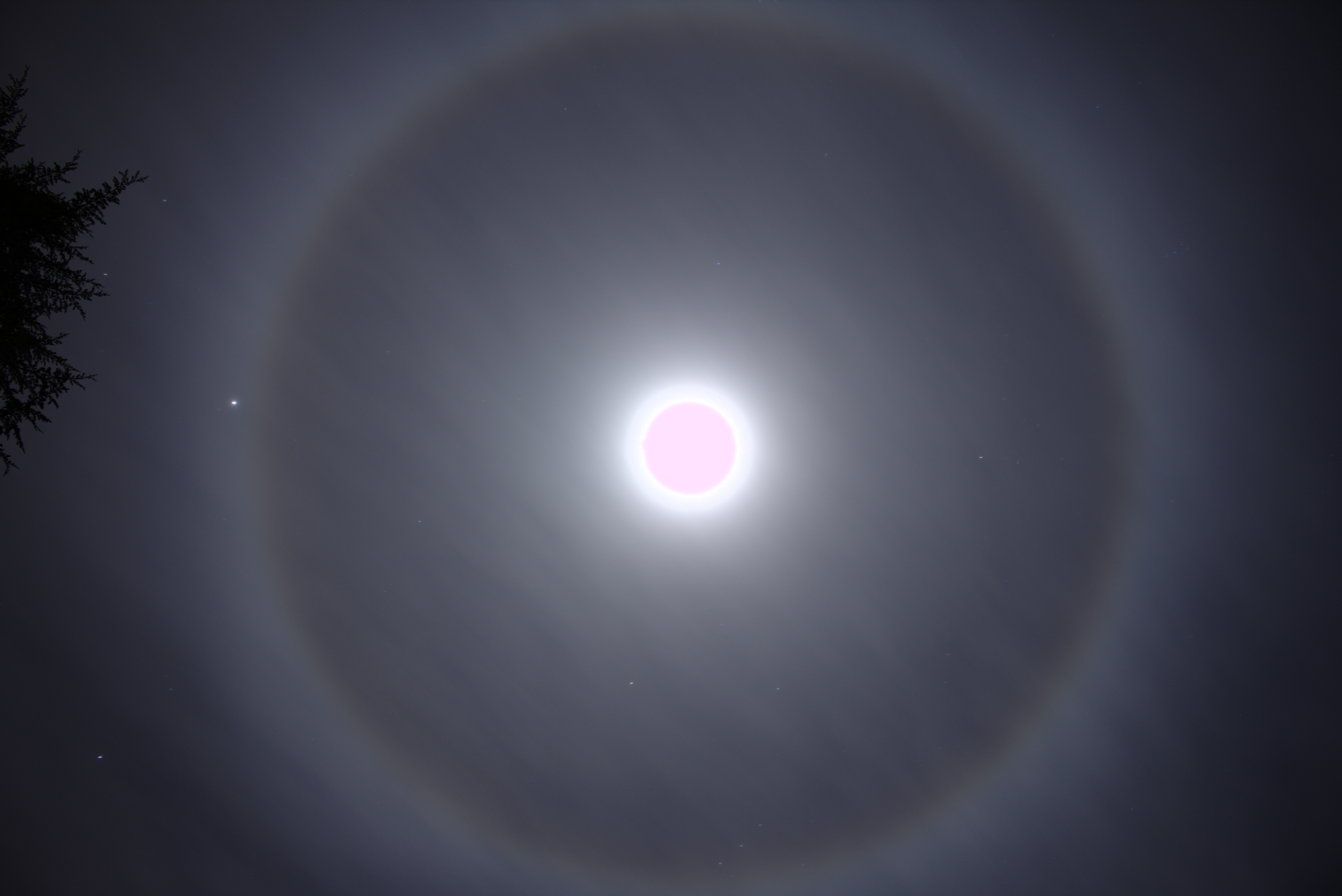
달 무리

광학 현상 또는 대기 현상은 빛과 물질의 상호작용에 의해 나타나는, 관찰 가능한 사건이다.
모든 광학 현상은 양자 현상과 함께 시작한다. 일반적인 광학 현상은 태양이나 달로부터의 빛이 대기, 구름, 물, 먼지, 기타 입자와의 상호작용에 기인한다. 일반적인 한 예로는 무지개가 있으며 이는 태양으로부터 온 빛이 물방울에 반사되고 굴절된 것이다. 녹색 광선과 같은 일부 현상은 매우 드물며 신화적인 것으로 간주되곤 한다. 신기루와 같은 다른 것들도 적절한 곳에서 아주 흔히 볼 수 있는 현상이다.

## 목록

### 대기 및 광학 현상
- 노을
- 비너스의 띠
- 천정호
- 채운
- 지진광
- 녹색 광선
- 태양, 달의 무리 (환일 포함)
- 신기루
- 무지개
- 틴들 효과

### 기타 광학 현상
- 황도광

### 광학 효과
- 베일리의 구슬
- 카메라 옵스쿠라
- 변채
- 회절
- 분산
- 방해석 등의 복굴절
- 이중슬릿 실험
- 전기발광
- 형광
- 미 산란
- 무아레
- 인광
- 수많은 색을 보이는 다색성 보석 또는 결정
- 편광 관련 현상
- 레일리 산란
- 반사
- 굴절
- 싱크로트론 방사
- 전반사
- 제이만 효과

### 정상위치 현상
- 속눈썹을 통한 빛의 회절
- 빛 외의 자극에 의한 안내섬광

### 착시
- 달 착시
- 스카이볼

## 같이 보기
- 광학

## 참고 자료
- Ozerov, Ruslan P.; Vorobyev, Anatoli A. (2007). 〈Wave Optics and Quantum–Optical Phenomena〉. 《Physics for Chemists》. 361–422쪽. doi:10.1016/B978-044452830-8/50008-8. ISBN 978-0-444-52830-8.